# タムタムA
タムタムAは1997年7月に山佐が発売したパチスロ機。

## 概要
- オーソドックスなAタイプ機種である。
- 絵柄はこれまでの山佐からは少しイメージチェンジしている。BIG図柄キャラクターにペペという女性キャラクターを採用している。
- リーチ目は基本はボーナス図柄の並びであるが、ワイワイパルサー2のような単純な法則ではなく、ニューパルサーのように並び方や形によって大きく信頼度が異なる。また、マニアックなリーチ目も存在した。
- ワイワイパルサー2から登場した枠内4つチェリーのリーチ目も健在。また新たに10枚役でもある太鼓の枠内4つでもリーチ目である。
- 宝探しタムタムモードというケロケロパルサーで採用されたBIG中のチェリーの出現率で設定を推測するシステムを搭載している。リプレイハズシ自体にはコインの増加は望めないが、BIG中のゲーム数を増やすことで設定を判別しやすくなる意味で効果がある。

## 兄弟機タムタムR
タムタムA発売の2ヵ月後の1997年9月に兄弟機タムタムRが発売された。以下タムタムAと異なる点を示す。
- BIG図柄の女性の顔が変化している。他は変わらない。
- 山佐としては初めてマックスベットボタンが搭載され、操作性がアップした。
- 設定5,6のBIG中のチェリーの確率が2倍にアップし、宝探しタムタムモードの期待度がアップした。
- ボーナス確率、機械割が変化している。特に設定4,5,6が105.2%,105.3%,105.4%とほぼ同じであるのが大きな特徴。これは設定5,6はBIG中のチェリーの確率が高いが、チェリーが出なくても設定4の可能性が残されており、設定4も設定6と遜色がないためプレーヤーに高設定の期待感を持たせる意味がある。